# Jaka Bijol
Jaka Bijol (Vuzenica, 1999. február 5. –) szlovén válogatott labdarúgó, az angol Leeds United hátvéde.

## Pályafutása

### Klubcsapatokban
Bijol a szlovéniai Vuzenica községben született. Az ifjúsági pályafutását a Dravogradnál kezdte, majd 2014-től a Bravónál folytatta.
2017-ben mutatkozott be a Rudar Velenje első osztályban szereplő felnőtt keretében. 2018. július 1-jén az orosz első osztályban érdekelt CSZKA Moszkva szerződtette. Július 27-én, a Lokomotyiv Moszkva ellen hosszabbításban 1–0-ra megnyert szuperkupa mérkőzésen debütált. A ligában július 31-én, a Krilja Szovetov Szamara ellen lépett először pályára. 2019. március 19-én, a Rubin Kazany ellen szerezte meg első gólját a klub színeiben. A 2020–21-es szezonban a német Hannover 96-nál szerepelt kölcsönben. 2022-ben az orosz-ukrán háború kitörése miatt az olasz Udineséhez igazolt. Először a 2022. augusztus 20-ai, Salernitana elleni bajnokin lépett pályára. Szeptember 18-án, az Inter ellen 3–1-es győzelemmel zárult mérkőzésen ő is betalált az ellenfél hálójába.

### A válogatottban
Bijol az U16-ostól az U21-esig minden korosztályos válogatottban képviselte Szlovéniát.
2018-ban debütált a felnőtt válogatottban. Először a 2018. október 13-ai, Norvégia elleni Nemzetek Ligája mérkőzésen lépett pályára. Első gólját 2022. március 26-án, Horvátország ellen 1–1-es döntetlennel zárult találkozón szerezte meg.

## Statisztika

### A válogatottban
| Válogatott | Év       | Pályára lépés | Gól |
| ---------- | -------- | ------------- | --- |
| Szlovénia  | 2018     | 3             | 0   |
| Szlovénia  | 2019     | 5             | 0   |
| Szlovénia  | 2020     | 6             | 0   |
| Szlovénia  | 2021     | 11            | 0   |
| Szlovénia  | 2022     | 10            | 1   |
| Szlovénia  | 2023     | 10            | 0   |
| Szlovénia  | 2024     | 14            | 0   |
| Szlovénia  | 2025     | 2             | 0   |
| Összesen   | Összesen | 61            | 1   |

#### Góljai a válogatottban
| # | Időpont           | Helyszín                                | Ellenfél     | Gólok | Eredmény | Kiírás              |
| - | ----------------- | --------------------------------------- | ------------ | ----- | -------- | ------------------- |
| 1 | 2022. március 26. | Egyetemvárosi Stadion, Al-Rajján, Katar | Horvátország | 1–1   | 1–1      | Barátságos mérkőzés |

## Sikerei, díjai
CSZKA Moszkva
- Orosz Szuperkupa
  - Győztes (1): 2018